# Решёточник колоннообразный
Решёточник колоннообра́зный (лат. Clathrus columnatus) — несъедобный гриб рода Решёточник (Clathrus).
Синонимы:
- Colonnaria columnata (Bosc) E. Fisch., 1933
- Linderia columnata (Bosc) G. Cunn., 1931
- Linderiella columnata (Bosc) G. Cunn., 1942

## Описание
Зрелое плодовое тело имеет вид нескольких желтых или красных соединенных дуг. Незрелые тела имеют яйцевидную форму. В основании зрелого тела заметны остатки белого пленчатого покрывала. Внутренняя спороносная поверхность зрелых экземпляров темно-коричневая. Мякоть губчатая, нежная, в зрелом виде испускает неприятный запах. Споровый порошок оливково-коричневый. Споры 3,5—5 х 2—2,5 мкм.

Произрастает на лиственном опаде и на остатках гниющей древесины. Сезон: весна — осень.

## Сходные виды
- Решёточник красный (Clathrus ruber)
- Clathrus bicolumnatus
- Pseudocolus fusiformis